# U-Bahnhof Alte Oper
Alte Oper ist ein Bahnhof der U-Bahn Frankfurt. Er liegt auf der C-Strecke und wird von den Linien U6 und U7 angefahren. Der Bahnhof liegt in der Frankfurter Innenstadt unter dem Opernplatz. Die Station wurde am 11. Oktober 1986 eröffnet.

## Lage

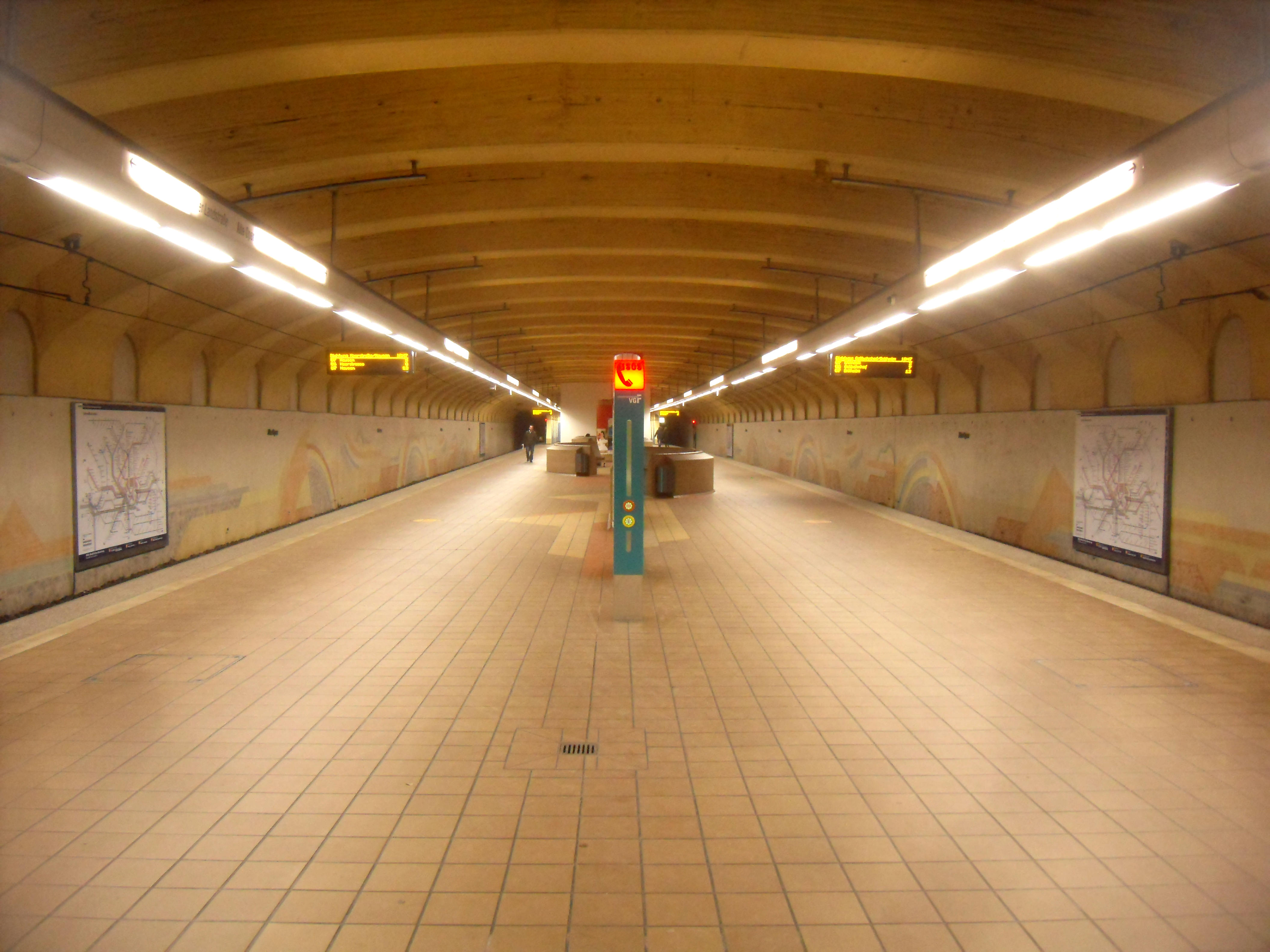
Die Bahnsteige des U-Bahnhofs Alte Oper

Der Bahnhof Alte Oper liegt zwischen den Stationen Westend und Hauptwache. Er liegt an der namensgebenden Alten Oper. Umsteigemöglichkeit besteht zum wenige hundert Meter entfernten S-Bahnhof Taunusanlage.

## Bauweise
Die Station wurde als erster Frankfurter Tunnelbahnhof vollkommen stützenfrei errichtet und greift mit ihren bogenförmigen Strukturen die Neorenaissance-Architektur des berühmten Opernhauses auf.

## Betrieb

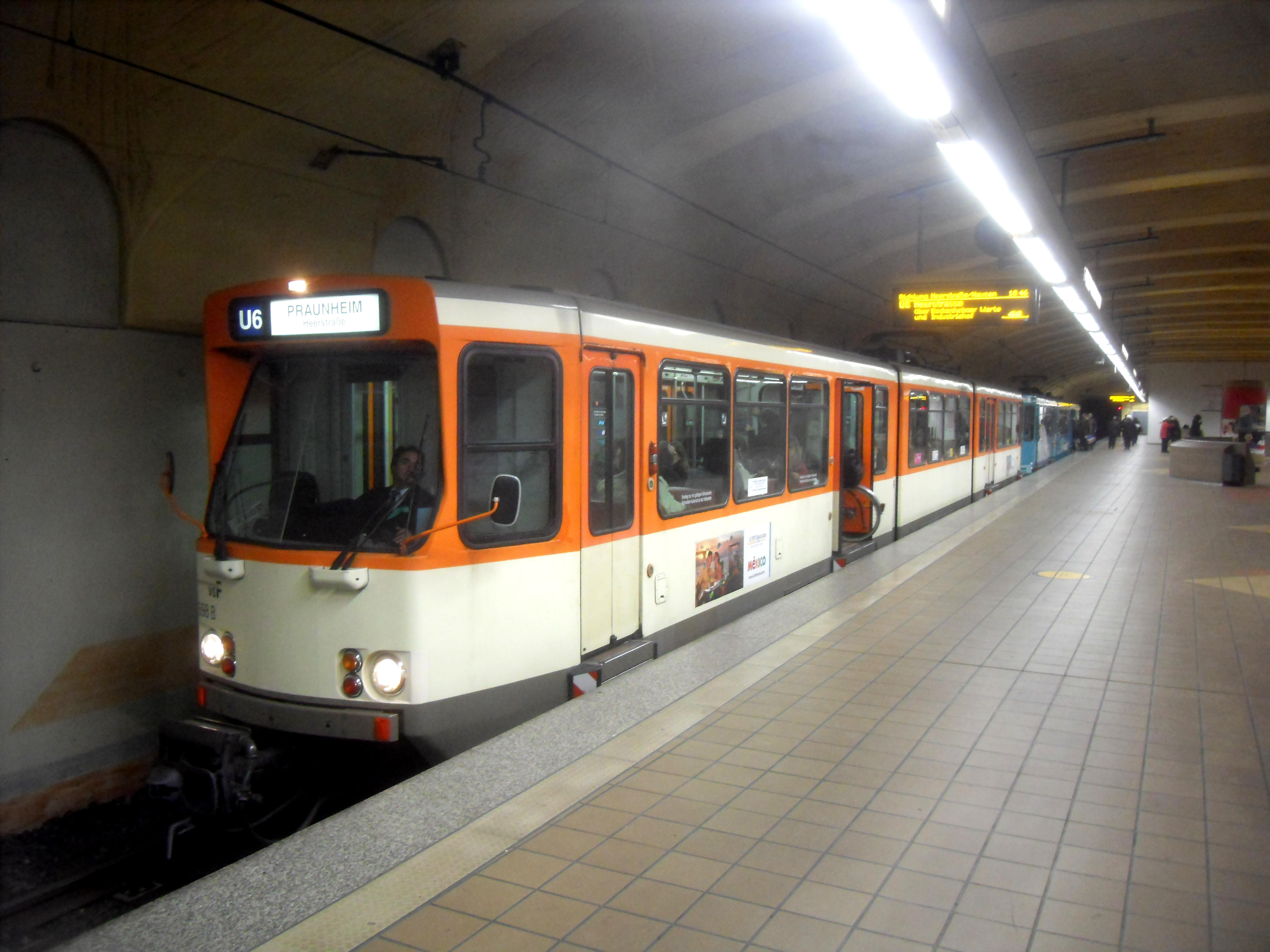
Wagen der U6 im U-Bahnhof Alte Oper auf dem Weg nach Praunheim Heerstraße

Der U-Bahnhof Alte Oper wird von den Linien U6 und U7 bedient.
| Linie | Verlauf | Takt                 |
| ----- | --- | -------------------- |
| S6    | Hausen – Große Nelkenstraße – Industriehof – Kirchplatz – Leipziger Straße – Bockenheimer Warte – Westend – Alte Oper – Hauptwache – Konstablerwache – Zoo – Ostbahnhof | 10 min 7/8 min (HVZ) |
| S7    | Praunheim Heerstraße – Friedhof Westhausen – Stephan-Heise-Straße – Hausener Weg – Fischstein – Industriehof – Kirchplatz – Leipziger Straße – Bockenheimer Warte – Westend – Alte Oper – Hauptwache – Konstablerwache – Zoo – Habsburgerallee – Parlamentsplatz – Eissporthalle/Festplatz – Johanna-Tesch-Platz – Schäfflestraße – Gwinnerstraße – Kruppstraße – Hessen-Center – Enkheim | 10 min 7/8 min (HVZ) |